# Свети Йоаким Осоговски (Осоговски манастир)
„Свети Йоаким Осоговски“ (на македонска литературна норма: „Свети Јоаким Осоговски“) е възрожденска православна църква в Осоговския манастир, община Крива паланка, Северна Македония.
Църквата е католикон на Осоговския манастир, от Кривопаланското архиерейско наместничество на Кумановско-Осоговската епархия на Македонската православна църква – Охридска архиепископия.
Изградена е за 4 години от изтъкнатия майстор Андрей Дамянов, завършена е в 1851 г. Представлява монументална каменна сграда с артика и куполи. Стенописите са дело на Димитър Папрадишки, който работи там многократно от 1884 до 1945 година, заедно с иконописците от Тресонче Григор Петров, Аврам Дичов и Мирон Илиев от Дебърската школа.
Киворият до западния зид съхранява мощите на Свети Йоаким Осоговски.